# 3499 Hoppe
3499 Hoppe è un asteroide della fascia principale. Scoperto nel 1981, presenta un'orbita caratterizzata da un semiasse maggiore pari a 3,1159157 UA e da un'eccentricità di 0,1682337, inclinata di 2,22805° rispetto all'eclittica.
Dal 13 febbraio al 14 aprile 1987, quando 3554 Amun ricevette la denominazione ufficiale, è stato l'asteroide denominato con il più alto numero ordinale. Prima della sua denominazione, il primato era di 3455 Kristensen.
L'asteroide è dedicato all'astronomo tedesco Johannes Hoppe.